# ارگ (ساز)
اُرگ یا ارغَنون (به فرانسوی: Orgue)، (به انگلیسی: Organ) (برگرفته از واژهٔ یونانی «όργανον» (اُرگانُن) به معنی ابزار یا عضو) از سازهای بادی است که نت‌های آن بر روی صفحه‌کلید اجرا می‌شود. این ساز از قدیمی‌ترین سازها در فرهنگ اروپائی است و در اجرای موسیقی مذهبی و کلیسایی از دیرباز بکار می‌رفته‌است. در منابع عربی و فارسی قدیم به این ساز ارغنون می‌گفتند. ارگان از بیشترین گسترهٔ صوتی در میان تمام سازها برخوردار است (حتی بیشتر از پیانو).

## ویژگی
ارگ امروزی دو نوع اصلی دارد: ارگ بادی و ارگ برقی (الکترونیک). ارگ بادی از یک ردیف لوله با اندازه‌های مختلف تشکیل شده‌است که صدا از نوسان هوا در این لوله‌های صوتی تولید می‌شود. در ارگ برقی مدارهای الکترونیک نوسان می‌سازند و بلندگویی صدا را بگوش می‌رساند.

## مکانیسم
برخلاف هارپسیکورد و پیانو که با فشار دادن یا نگه داشتن کلید یا پدال کم‌کم صدا قطع می‌شود، نت‌های ارگ بادی تا زمانی که یک شستی یا یک پدال را فشار می‌دهیم ادامه می‌یابد و هوا نیز از درون لوله مربوط به آن شستی عبور می‌کند.
ارگ معمولاً پنج ردیف شستی یا کلید و جایگاهی برای پدال‌های متعدد دارد. گاهی نوازنده ارگ این پدال‌ها را با پاهای خود و با استادی هرچه تمام تر می‌نوازد. برخلاف پیانو، شدت فشردن شستی‌ها تغییری در شدت صدای تولید شده ایجاد نمی‌کند، اما نوازنده ارگ به وسیله اهرم‌های قطع و وصل که شخصا آن‌ها را تنظیم می‌کند, و همچنین ابزاری که آن را "کلیدهای قطع صدا" می‌نامند با قطع و وصل جریان هوا درجه صدا را تغییر می‌دهد. سایر حالت‌ها هنگامی تأثیر می‌گذارند که نوازنده به صفحه کلید دیگری رجوع کند یا پدال‌ها را به کار گیرد. بسیاری از ارگ‌ها دارای پدال "هارمونیوم" نیز هستند که به آن‌ها فرصت می‌دهد تا سطح صدا را به تدریج کم یا زیاد کنند.
پیکر این ساز بسیار بزرگ و صدای آن بسیار حجیم و پر طنین است رنگ‌های درخشان ارگ‌های بادی که در مراسم مذهبی کلیساها اجرا می‌شود، ظاهر زیبایی به این مراسم می‌بخشد. آهنگسازان بزرگی برای این ساز آهنگسازی کرده‌اند که مشهورترین آن‌ها باخ می‌باشد.
جالب توجه این است که جیمی اسمیت با نواختن ارگ برقی هموند در دهه ۱۹۵۰ این ساز را وارد دنیای موسیقی جاز کرد.

## پیدایش ارگ

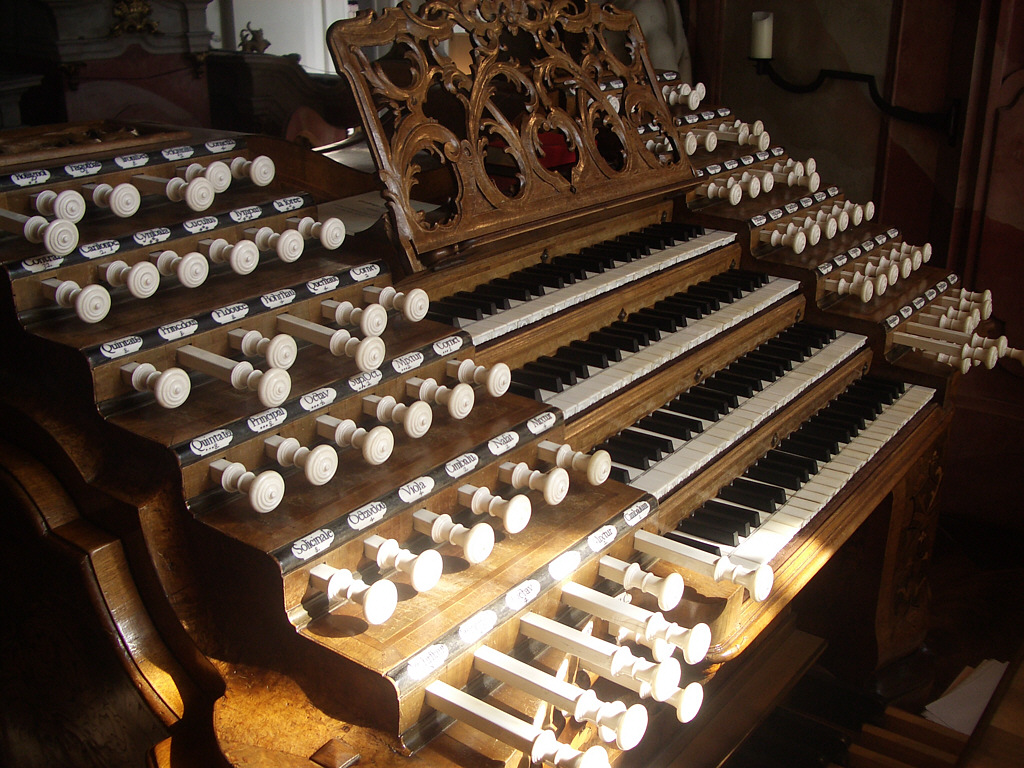
ردیف شستی‌ها در ارگ کلیسای واینگارتن در آلمان

کمی پیش از پیدایش مسیحیت فرهنگ یونانی‌مآب تحولی در سازوکار سازهای بادی که تا آن هنگام بسیار ساده بود، به وجود آورد. نگه داشتن فشار هوا همیشه یکی از سختی‌های بزرگ در نواختن آئولوس بود و تنها راه حل شناخته شده آن از سده ششم به بعد، بهره بردن از نگهدارنده چرمی بود که تا دور دهان نوازنده بسته می‌شد. یک سفالینهٔ اسکندریه‌ای از سده یکم پیش از میلاد در دست است که گروهی تک نفره را نشان می‌دهد: نوازنده نی‌های بزرگی را در دست چپ نگه داشته‌است و با بازوی چپ خود کیسه‌ای را فشار می‌دهد که یک نی از آن بیرون زده‌است. او این نی را با دست راست نگه داشته‌است؛ در اینجا بی تردید با یک نی انبان کاملاً پیشرفته روبرو هستیم. هیچ سازی بیش از این به عنوان منشأ نی انبان که بعدها به یکی از پیشرفته‌ترین و رایج‌ترین سازهای محلی مبدل شد، شهرت نیافته‌است. با این حال این ساز همواره یک ساز محلی باقی ماند و در دوران رومیان جایش در میخانه بود نه در قصر؛ این ساز هرگز در حیطه موسیقی علمی پذیرفته نشد البته اصول نخستین آن به طرز درخشانی توسط دانشمندان اسکندریه تعمیم یافت تا سازی پدید آید که در سده چهارم میلادی «ارگانوم» نام گرفت که به معنای ساز درخشان است. با این همه خاستگاه ارگ به همان اندازه ی  نی انبان نامشخص است.
از دوران حکومت اسکندر سوروس بود که گوشه‌های از کهن‌ترین ارگ به جای مانده، در آکونیکوم نزدیک بوداپست یافته شد؛ ارگی خانگی و بسیار کوچک با چهار ردیف سیزده تایی از نی‌های فلوتی که سه ردیفشان بسته و یکی باز بوده و در نتیجه سیزده قطعه مکانیکی به همراه کلید دارد، که هر ردیف برای نواختن هارمونیومی جداگانه‌است. بزرگ‌ترین نی آن بیش از ۳۳ سانتی‌متر طول ندارد.

## یادداشت
1. ↑  تلفظ قدیمی‌تر این واژه که عربی‌شدهٔ واژهٔ اصلی یونانی است.